# Пітер Сафран
Пітер Сафран (англ. Peter Safran; нар. 22 листопада 1965) — британський та американський кінопродюсер, керівник студії та менеджер з талантів. Наразі він є співголовою та генеральним співдиректором DC Studios разом із Джеймсом Ґанном.

## Раннє життя
Пітер Сафран — син Орделла та Генрі Сафрана, ашкеназького єврейського походження. Сафран провів дитинство у Великій Британії, а потім закінчив Принстонський університет у США. Він отримав ступінь доктора юридичних наук у Школі права Нью-Йоркського університету. Він працював корпоративним юристом у Нью-Йорку, перш ніж стати асистентом в United Talent Agency у Лос-Анджелесі.

## Кар'єра

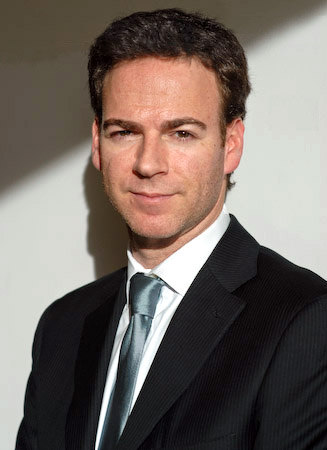
Сафран у 2008 році

Сафран став менеджером з підбору талантів у Gold-Miller Co і залишався там до 1998 року. Потім він протягом п'яти років був менеджером у Brillstein-Grey, перш ніж у 2003 році його було призначено президентом Brillstein-Grey Management. Як президент, він відповідав за щоденну діяльність відділу, який мав понад 200 клієнтів, включаючи Бреда Пітта, Дженніфер Еністон, Адама Сендлера, Ніколаса Кейджа та Кортні Кокс. Він залишив Brillstein-Grey у 2006 році, щоб запустити The Safran Company, і забрав із собою весь список своїх клієнтів. Як менеджер, він представляв Шона Комбса, Адама Шенкмана, Девіда Хайда Пірса, Дженніфер Лопес та Брук Шилдс.
Сафран зміг розвинути успіх Всесвіту Закляття, пізніше спродюсувавши такі фільми, як «Аквамен», «Шазам!», «Загін самогубців: Місія навиліт» та «Шазам! Лють Богів», а також телесеріал «Миротворець» та інші під своїм прапором завдяки угоді з правом першочергового придбання з Warner Bros.
У жовтні 2022 року Сафрана та Джеймса Ґанна було призначено співголовами та генеральними співдиректорами DC Studios, обійнявши свої посади 1 листопада того ж року. Відтоді вони контролюють кіно-, телевізійні та анімаційні проекти підрозділу, причому Ґанн займався творчою стороною, а Сафран — бізнес-стороною. Раніше вони співпрацювали над кількома проектами, починаючи з комедійного фільму про супергероїв 2000 року «Особливі», сценарій якого написав Ґанн, а Сафран був співвиконавчим продюсером, включаючи: короткометражні фільми Ґанна 2008 року «Спаркі та Мікаела» та «Людинозе!»; вебсеріал Джеймса Ґанна «Недопорно» (2008–2009); «Експеримент Белко» (2016); та фільм DCEU «Загін самогубців» (2021). Як співкерівники DC Studios, Сафран і Ґанн беруть участь у підборі персонажів для ширшої франшизи Всесвіту DC (DCU), а Сафран продюсує всі фільми франшизи.

## Фільмографія

### Короткометражні фільми
| Рік  | Назва                         | Оригінальна назва           | Режисер        |
| ---- | ----------------------------- | --------------------------- | -------------- |
| 2008 | Диво Філа                     | The Miracle of Phil         | Ендрю Дуглас   |
| 2008 | Собачий рай                   | Doggie Heaven               | Джеймс Ван     |
| 2008 | Синій, як ти                  | Blue Like You               | Лакі Маккі     |
| 2008 | М'ясний собака: Що на вечерю? | Meat Dog: What's fer Dinner | Девід Слейд    |
| 2008 | Казкова поліція               | Fairy Tale Police           | Адам Грін      |
| 2008 | Спаркі та Мікаела             | Sparky & Mikaela            | Джеймс Ґанн    |
| 2008 | Людинозе!                     | Humanzee!                   | Джеймс Ґанн    |
| 2009 | Постапокаліптична піца        | Post Apocalyptic Pizza      | Пітер Корнуелл |

### Повнометражні фільми

#### Продюсер
| Рік  | Назва                     | Оригінальна назва        | Режисер                           | Нотатки      |
| ---- | ------------------------- | ------------------------ | --------------------------------- | ------------ |
| 1997 | Ракетник                  | RocketMan                | Стюарт Гіллард                    | Співпродюсер |
| 2004 | Джиміні Глік в Ля-ля-вуді | Jiminy Glick in Lalawood | Вадим Жан                         |              |
| 2008 | Знайомство зі спартанцями | Meet the Spartans        | Джейсон Фрідберг та Аарон Зельцер |              |
| 2008 | Наречена з того світу     | Over Her Dead Body       | Джефф Лоуелл                      |              |
| 2008 | Нереальний блокбастер     | Disaster Movie           | Джейсон Фрідберг та Аарон Зельцер |              |
| 2009 | Замерзла з Маямі          | New in Town              | Джонас Елмер                      |              |
| 2010 | Вампіри смокчуть          | Vampires Suck            | Джейсон Фрідберг та Аарон Зельцер |              |
| 2011 | Липучка                   | Flypaper                 | Роб Мінкофф                       |              |
| 2011 | Білий слон                | Elephant White           | Прач'я Пінкаев                    |              |
| 2012 | Банкомат                  | ATM                      | Девід Брукс                       |              |
| 2012 | Справжнє кохання          | True Love                | Енріко Клеріко Назіно             |              |
| 2013 | Форсаж №19                | Vehicle 19               | Мукунда Майкл Девіл               |              |
| 2013 | Години                    | Hours                    | Ерік Гейссерер                    |              |
| 2013 | Лабіринти розуму          | Mindscape                | Хорхе Дорадо                      |              |
| 2013 | Ігри голодуючих           | The Starving Games       | Джейсон Фрідберг та Аарон Зельцер |              |
| 2013 | Холостячки у Вегасі       | Best Night Ever          | Джейсон Фрідберг та Аарон Зельцер |              |
| 2015 | Інститут Аттікуса         | The Atticus Institute    | Кріс Спарлінг                     |              |
| 2015 | Суперфорсаж               | Superfast!               | Джейсон Фрідберг та Аарон Зельцер |              |
| 2015 | Літній табір              | Summer Camp              | Альберто Маріні                   |              |
| 2015 | Мучениці                  | Martyrs                  | Кевін Гетц та Майкл Гетц          |              |
| 2016 | Вибір                     | The Choice               | Росс Кац                          |              |
| 2016 | Експеримент Белко         | The Belko Experiment     | Грег Маклін                       |              |
| 2016 | Шахта                     | Mine                     | Фабіо Гуальоне                    |              |
| 2016 | Гідний                    | The Worthy               | Алі Ф. Мостафа                    |              |
| 2017 | Закляття: Наші дні        | The Crucifixion          | Ксав'єр Генс                      |              |
| 2017 | Коматозники               | Flatliners               | Нільс Арден Оплев                 |              |
| 2022 | Я хочу, щоб ти повернувся | I Want You Back          | Джейсон Орлі                      |              |
| 2025 | Глави держав              | Heads of State           | Ілля Найшуллер                    |              |

| Рік  | Назва                           | Оригінальна назва                      | Режисер           |
| ---- | ------------------------------- | -------------------------------------- | ----------------- |
| 2010 | Похований живцем                | Buried                                 | Родріго Кортес    |
| 2013 | Закляття                        | The Conjuring                          | Джеймс Ван        |
| 2014 | Аннабель                        | Annabelle                              | Джон Р. Леонетті  |
| 2016 | Закляття 2: Енфілдська справа   | The Conjuring 2                        | Джеймс Ван        |
| 2016 | Вовки на порозі                 | Wolves at the Door                     | Джон Р. Леонетті  |
| 2016 | Усередині                       | Within                                 | Філ Клейдон       |
| 2017 | Аннабель: Створення             | Annabelle: Creation                    | Девід Ф. Сандберг |
| 2018 | Монахиня                        | The Nun                                | Корін Гарді       |
| 2018 | Аквамен                         | Aquaman                                | Джеймс Ван        |
| 2019 | Шазам!                          | Shazam!                                | Девід Ф. Сандберг |
| 2019 | Анабель 3                       | Annabelle Comes Home                   | Гарі Доберман     |
| 2021 | Закляття 3: За велінням диявола | The Conjuring: The Devil Made Me Do It | Майкл Чавес       |
| 2021 | Загін самогубців: Місія навиліт | The Suicide Squad                      | Джеймс Ґанн       |
| 2023 | Шазам! Лють богів               | Shazam! Fury of the Gods               | Девід Ф. Сандберг |
| 2023 | Монахиня 2                      | The Nun II                             | Майкл Чавес       |
| 2023 | Аквамен і загублене королівство | Aquaman and the Lost Kingdom           | Джеймс Ван        |
| 2025 | Супермен                        | Superman                               | Джеймс Ґанн       |
| 2025 | Закляття: Останній обряд        | The Conjuring: Last Rites              | Майкл Чавес       |
| 2026 | Супердівчина                    | Supergirl                              | Крейг Гіллеспі    |

#### Виконавчий продюсер
| Рік  | Назва                   | Оригінальна назва  | Режисер            | Нотатки                 |
| ---- | ----------------------- | ------------------ | ------------------ | ----------------------- |
| 1998 | Без відчуттів           | Senseless          | Пенелопа Сферіс    | Виконавчий співпродюсер |
| 2000 | Дуже страшне кіно       | Scary Movie        | Кінен Айворі Веянс |                         |
| 2000 | Особливі                | The Specials       | Крейг Мезін        | Виконавчий співпродюсер |
| 2004 | Тато моєї дитини        | My Baby's Daddy    | Шеріл Дан'є        |                         |
| 2004 | У шоу тільки дівчата    | Connie and Carla   | Майкл Лембек       |                         |
| 2005 | Довгі вихідні           | The Long Weekend   | Пет Голден         |                         |
| 2009 | Моє велике грецьке літо | My Life in Ruins   | Дональд Петрі      |                         |
| 2015 | Темні місця             | Dark Places        | Жиль Паке-Бреннер  |                         |
| 2019 | Долина Богів            | Valley of the Gods | Лех Маєвський      |                         |
| 2025 | Мавпа                   | The Monkey         | Оз Перкінс         |                         |

### Телебачення
| Рік           | Назва                       | Оригінальна назва    | Нотатки               |
| ------------- | --------------------------- | -------------------- | --------------------- |
| 2003          | Вам зручно?                 | Are You Comfortable? | Телефільм             |
| 2006          | Пограбування                | Heist                | 4 епізоди             |
| 2008-2009     | Недопорно                   | James Gunn's PG Porn | Вебсеріал             |
| 2022–сьогодні | Миротворець                 | Peacemaker           |                       |
| 2024          | Звір Хлопець: Самотній Вовк | Beast Boy: Lone Wolf | Серія короткометражок |
| 2024–сьогодні | Монстри Коммандос           | Creature Commandos   | Анімаційний серіал    |
| 2024–сьогодні | Металева сила DC            | DC Metal Force       | Вебсеріал             |
| 2026          | Ліхтарі                     | Lanterns             |                       |